# Chrysochloridae
Chrysochloridae é uma família de pequenos mamíferos de hábitos cavadores nativos da África. Apesar de viverem no subterrâneo e alimentarem-se de insetos e minhocas como as toupeiras de verdade, as toupeiras-douradas não são parentes próximas desses animais, tampouco das toupeiras marsupiais, que são muito semelhantes a elas. Na verdade os parentes mais próximos das toupeiras-douradas são os tenrecos.
As toupeiras-douradas passam quase o tempo todo cavando túneis no subterrâneo a procura de comida. Seu tamanho é bem pequeno, indo de 8 a 20 centímetros apenas, e elas não possuem olhos visíveis.

## Classificação
Família Chrysochloridae Gray, 1825
- Subfamília Chrysochlorinae Gray, 1825 
  - Gênero Carpitalpa Lundholm, 1955
    - Carpitalpa arendsi Lundholm, 1955 

  - Gênero Chlorotalpa Roberts, 1924  
    - Chlorotalpa duthieae (Broom, 1907) 
    - Chlorotalpa sclateri (Broom, 1907) 

  - Gênero Chrysochloris Lacépède, 1799
    - Chrysochloris asiatica (Linnaeus, 1758) 
    - Chrysochloris visagiei Broom, 1950 
    - Chrysochloris stuhlmanni Matschie, 1894 

  - Gênero Chrysospalax Gill, 1883
    - Chrysospalax trevelyani (Günther, 1875) 
    - Chrysospalax villosus (A. Smith, 1833) 

  - Gênero Cryptochloris Shortridge e Carter, 1938
    - Cryptochloris zyli Shortridge e Carter, 1938 
    - Cryptochloris wintoni (Broom, 1907) 

  - Gênero Eremitalpa Roberts, 1924
    - Eremitalpa granti (Broom, 1907)
- Subfamília Amblysominae Simonetta, 1957
  - Gênero Amblysomus Pomel, 1848
    - Amblysomus hottentotus (A. Smith, 1829) 
    - Amblysomus corriae Thomas, 1905 
    - Amblysomus septentrionalis Roberts, 1913 
    - Amblysomus robustus Bronner, 2000 
    - Amblysomus marleyi Roberts, 1931 

  - Gênero Calcochloris Mivart, 1867
    - Calcochloris obtusirostris (Peters, 1851) 
    - Calcochloris leucorhinus (Huet, 1885) 
    - Calcochloris tytonis (Simonetta, 1968) 

  - Gênero Neamblysomus Roberts, 1924
    - Neamblysomus gunningi (Broom, 1908) 
    - Neamblysomus julianae Meester, 1972